# Smile (bài hát của Charlie Chaplin)
"Smile" là một ca khúc dựa trên bản nhạc không lời trích trong soundtrack của bộ phim năm 1936 của Charlie Chaplin, Thời đại tân kỳ. Nó được Chaplin soạn nhạc, John Turner và Geoffrey Parsons đặt lời và tựa đề vào năm 1954.
Trong lời bài hát, dựa trên nội dung và chủ đề của bộ phim, bài hát muốn gửi gắm đến người nghe rằng hãy luôn vui vẻ cũng như hy vọng một ngày mai tươi sáng, chỉ cần họ cười. "Smile" đã trở thành một bản nhạc phổ biến kể từ khi xuất hiện lần đầu của mình trong phim của Chaplin. Nó được sử dụng làm bài hát chủ đề trên The Jerry Lewis Show từ 1967-69.

## Phiên bản của Michael Jackson
Ca sĩ nhạc pop Michael Jackson đã thu âm bài hát vào năm 1995 cho album đĩa đôi HIStory: Past, Present and Future, Book I. Nó được dự kiến phát hành như là đĩa đơn thứ tám và cuối cùng từ album vào năm 1997 nhưng đã bị hủy bỏ chỉ vài ngày trước được phát hành chính thức. Chỉ có một vài bản sao từ Hà Lan, Đức và Nam Phi, nơi phân phối bản ghi trước được phát hiện.

### Danh sách track
Đĩa CD-Maxi
1. "Smile" (bản ngắn) - 4:10
2. "Is It Scary" (bản trên radio) - 4:11
3. "Is It Scary" (Eddie's Love Mix Edit) - 3:50
4. "Is It Scary" (Downtempo Groove Mix) - 4:50
5. "Is It Scary" (Deep Dish Dark and Scary Radio Edit) - 4:34

Đĩa 12" Maxi
- A1. "Smile" - 4:55
- A2. "Is It Scary" (Deep Dish Dark and Scary Remix) - 12:07
- B1. "Is It Scary" (Eddie's Rub-a-Dub Mix) - 5:00
- B2. "Is It Scary" (Eddie's Love Mix) - 8:00
- B3. "Off the Wall" (Junior Vasquez Remix) - 4:57

Đĩa quảng cáo
1. "Smile" (bản ngắn) - 4:10

Đĩa CD quảng cáo
1. "Smile" (bản ngắn) - 4:10
2. "Is It Scary" (bản trên radio) - 4:11

### Xếp hạng
| Bảng xếp hạng (2009)             | Vị trí cao nhất |
| -------------------------------- | --------------- |
| Swiss Singles Chart              | 70              |
| UK Singles Chart                 | 74              |
| U.S. Billboard Hot Digital Songs | 56              |

## Phiên bản hát lại khác
"Smile" đã được cover lại bởi rất nhiều các nghệ sĩ thuộc nhiều thế hệ (phát hành chính thức hoặc không chính thức): Diana Ross, Tony Bennett, Gloria Estefan, Josh Groban và dàn diễn viên phim Glee...